# Линейна алгебра
Линейна алгебра е дял на математиката, изследващ линейните пространства, обикновено с краен или изброим брой измерения, както и линейните изображения (линейните категории) между такива пространства. Това включва изучавенето на прави, равнини и подпространства, но засяга и свойствата, общи за всички линейни пространства.
Множеството от точки с координати, удовлетворяващи дадено линейно уравнение, образуват хиперравнина в n-мерно пространство. Условията, при които множество от n хиперравнини се пресичат в единствена точка, са една от основните цели на изследванията в линейната алгебра. Тези изследвания възникват първоначално с цел решаването на системи линейни уравнения с няколко неизвестни, които е лесно да бъдат представени под формата на матрици и вектори.
Линейната алгебра заема централно място както в чистата, така и в приложната математика. Например, абстрактната алгебра възниква чрез отстраняване на някои от аксиомите за линейните пространства, което дава възможност за значителни обобщения на изводите на линейната алгебра. Функционалният анализ изучава теорията на линейните пространства при безкраен брой измерения. В съчетание с математическия анализ линейната алгебра дава възможност за решаване на линейни системи от диференциални уравнения.
Методи на линейната алгебра се използват също в аналитичната геометрия, техниката, физиката и останалите природни науки, информатиката и обществените науки, най-вече в икономиката. Тъй като апаратът на линейната алгебра е много добре развит, понякога нелинейни математически модели се апроксимират чрез линейни.

## История
Развитието на линейната алгебра започва с изследванията на детерминантите, използвани при решаване на системи от линейни уравнения. Това прави Готфрид Лайбниц през 1693 година, а към 1750 година Габриел Крамер извежда метода на Крамер за решаване на системи чрез използването на експлицитни формули. По-късно Карл Фридрих Гаус създава по-удобен за практическо приложение начин на решаване, итерационния метод на Гаус, който първоначално се използва в главно в геодезията.
Разработването на матричната алгебра започва в средата на XIX век. През 1844 година германецът Херман Грасман публикува своята „Теория на разширението“, включваща нови идеи, формиращи основата на съвременната линейна алгебра. През 1848 година англичанинът Джеймс Джоузеф Силвестър въвежда термина „матрица“. Изследвайки структурата на линейните трансформации, друг англичанин, Артър Кейли, дефинира умножението на матрици и обратните матрици. Той пръв започва да обозначава матриците с единична буква, като по този начин ги разглежда като един агрегатен обект. Кейли установява и връзката между матрици и детерминанти и пише: „Има много неща, които да се кажат за тази теория на матриците, която трябва, струва ми се, да предхожда теорията на детерминантите“.
Първата съвременна дефиниция на векторните пространства е въведена от италианеца Джузепе Пеано през 1888 година, а през 1900 година вече съществува цялостна теория на линейните трансформации на крайноизмерните векторни пространства. Линейната алгебра придобива съвременната си форма през първата половина на XX век, когато множество идеи и методи от предходните столетия са обобщени в абстрактната алгебра. Използването на матрици в квантовата механика, специалната теория на относителността и статистиката допринася за разпространението на линейната алгебра извън чистата математика. Развитието на изчислителната техника води до усилено разработване на ефективни алгоритми за прилагане на метода на Гаус и декомпозиции на матрици, като линейната алгебра се превръща в основен инструмент в моделирането и симулациите.

## Области на изследване

### Векторни пространства
Основните обекти, изучавани от линейната алгебра, са векторните пространства. Векторно пространство върху полето F е множество V, заедно с две бинарни операции. Елементите на V се наричат вектори, а елементите на F – скалари. Първата операция, векторно събиране, преобразува два произволни вектора v и w в трети вектор v + w. Втората операция, умножение със скалар, преобразува произволен скалар a и произволен вектор v в нов вектор vector av. Операциите събиране и умножение в дадено векторно пространство трябва да удовлетворяват следните аксиоми (u, v и w са произволни вектори във V, а a и b са произволни скалари в F):
| Аксиома                                                                       | Означение                                                                                           |
| Асоциативност на събирането                                                   | u + (v + w) = (u + v) + w                                                                           |
| Комутативност на събирането                                                   | u + v = v + u                                                                                       |
| Неутрален елемент на събирането                                               | Съществува елемент 0 ∈ V, наричан нулев вектор, за който v + 0 = v за всеки v ∈ V.                  |
| Обратен елемент на събирането                                                 | За всеки v ∈ V съществува елемент −v ∈ V, наричан противоположен вектор на v, за който v + (−v) = 0 |
| Дистрибутивност на умножението със скалар по отношение на векторното събиране | a(u + v) = au + av                                                                                  |
| Дистрибутивност на умножението със скалар по отношение на скаларното събиране | (a + b)v = av + bv                                                                                  |
| Съвместимост на умножението със скалар със скаларното умножение               | a(bv) = (ab)v                                                                                       |
| Неутрален елемент на умножението със скалар                                   | 1v = v, където 1 обозначава нетралния елемент на умножението в F.                                   |

Първите четири аксиоми определят V като абелева група при векторното събиране. Векторните пространства могат да имат различен характер, например да съдържат функции, полиноми или матрици. Линейната алгебра изследва свойствата, общи за всички векторни пространства.

### Линейни трансформации
Подобно на теорията на другите алгебрични структури, линейната алгебра изучава изображенията между векторни пространства, които запазват вектроните структури. При дадени две векторни пространства V и W върху поле F линейна трансформация (наричана също линейно изображение или линеен оператор) е изображението:
{\displaystyle T:V\to W}
което е съвместимо със събирането и умножението със скалар:
{\displaystyle T(u+v)=T(u)+T(v),\quad T(av)=aT(v)}
за произволни вектори u,v ∈ V и скалар a ∈ F.
В допълнение за всеки вектори u, v ∈ V и скалари a, b ∈ F:
{\displaystyle \quad T(au+bv)=T(au)+T(bv)=aT(u)+bT(v)}
Когато съществува биективно линейно изображение между две векторни пространство (т.е. на всеки вектор от второто пространство съответства един и само един вектор в първото), двете пространства са изоморфни. Тъй като изоморфизмът запазва линейната структура, двете изоморфни векторни пространства са по същество еднакви от гледна точка на линейната алгебра. Основен въпрос в линейната алгебра е дали дадено изображение е изоморфизъм или не, което може да бъде определено чрез проверка дали съответната му детерминанта е ненулева. Ако изображението не е изоморфизъм, за линейната алгебра е интересно да се открие неговото множество от проекции, наричано образ, и множеството от елементите, чието изображение е нула, наричано ядро.
Линейните трансформации имат и геометрична интерпретация. Например, умножението с реална матрица с два реда и два стълба описва изображение в геометрична равнина, което запазва началото на координатната система.

### Подпространства, обвивка и базис
Аналогично на теориите на другите алгебрични обекти, линейната алгебра се занимава с подмножествата на векторните пространства, които сами по себе си са векторни пространства и които се наричат векторни подпространства. Например ядрото или образа на дадено линейно изображение са подпространства и често са наричани образно пространство и нулево пространство. Друг значим начин за образуване на подпространства е линейната комбинация на множество от вектори v1, v2, ..., vk:
{\displaystyle a_{1}v_{1}+a_{2}v_{2}+\cdots +a_{k}v_{k},}
където a1, a2, ..., ak са скалари. Множеството от всички линейни комбинации на векторите v1, v2, ..., vk се нарича тяхна обвивка и тя образува подпространство.
Линейна комбинация на всяка система от вектори с ненулеви коефициенти е нулевият вектор на V. Ако това е единственият начин да се представи нулевия вектор като линейна комбинация на v1, v2, ..., vk, то тези вектори са линейно независими. При дадено множество от вектори, обвиващи едно пространство, ако произволен вектор w е линейна комбинация на други вектори (така че множеството да не е линейно независимо), тогава обвивката би останала непроменено при отстраняване на w от множеството. Така за всяко множество от линейно зависими вектори съществува линейно независимо подмножество, което е обвивка на същото подпространство. Следователно линейната алгебра се интересува най-вече от линейно независимите множества от вектори, които са обвивки на векторното пространство V и които се наричат базис на V. Всяка обвивка на V съдържа базис и всяко линейно независимо множество вектори във V може да бъде разширено до базис. Оказва се, че ако се приеме аксиомата за избора, всяко векторно пространство има базис, но той може да бъде неестествен и дори неконструируем. Например, съществува базис за реалните числа, разглеждани като векторно пространство върху рационалните, но той не е конструиран в явен вид.
Всеки два базиса на векторното пространство V имат една и съща мощност, наричана размерност на V. Размерността на дадено векторно пространство е добре определена от теоремата за размерност: ако даден базис на V има краен брой елементи, V се нарича крайноразмерно векторно пространство; ако V е крайноразмерно и U е подпространство на V, тогава dim U ≤ dim V. Ако U1 и U2 са подпространства на V, тогава
{\displaystyle \dim(U_{1}+U_{2})=\dim U_{1}+\dim U_{2}-\dim(U_{1}\cap U_{2})}.
Според една от основните теореми на линейната алгебра всички векторни пространства с еднаква размерност са изоморфни.

### Теория на матриците
Всеки конкретен базис {v1, v2, ..., vn} на V позволява да се зададе координатна система във V: векторът с координати (a1, a2, ..., an) е линейната комбинация
{\displaystyle a_{1}v_{1}+a_{2}v_{2}+\cdots +a_{n}v_{n}.\,}
Условието v1, v2, ..., vn да са обвивка на V гарантира, че всеки вектор v може да бъде представен с координати, като линейната независимост на v1, v2, ..., vn осигурява тяхната уникалност (съществува само една линейна комбинация на векторите от базиса, която е равна на v). По този начин, след като е избран базис на векторното пространство V върху F, V може да се разглежда като координатното n-мерно пространство Fn. Така събирането и умножението със скалар на векторите във V съответства на събиране и умножение със скалар на техните координатни вектори в Fn. Освен това, ако V и W са n-мерно и m-мерно векторно пространство върху F и са зададени базис на V и базис на W, тогава всяка линейна трансформация T: V → W може да бъде описана с матрица A с размери m × n със стойности в полето F, наричана матрица на трансформацията T по отношение на тези базиси. Две матрици, описващи една и съща линейна трансформация в различни базиси, се наричат подобни. Теорията на матриците заменя изследването на линейните трансформации, които са дефинирани аксиоматично, с изследване на матрици, които са конкретни обекти. Тази основна техника отличава линейната алгебра от теориите на другите алгебрични структури, които обикновено не могат да бъдат параметризирани толкова конкретно.
Има една съществена разлика между координатното n-мерно пространство Rn и обобщено крайноизмерно векторно пространство V. Докато Rn има стандартен базис {e1, e2, ..., en}, векторното пространство V обикновено няма предварително дефиниран базис и в него съществуват множество различни базиси.
Основно приложение на теорията на матриците е изчисляването на детерминантите, централна концепция в линейната алгебра. Макар детерминантите да могат да бъдат дефинирани без връзка с конкретен базис, те обикновено се разглеждат чрез съответстващото им изображение. Оказва се, че дадено изображение има обратно изображение тогава и само тогава, когато неговата детерминанта има обратна стойност (всяко различно от нула реално или комплексно число има обратна стойност). Ако детерминантата е нула, тогава нулевото пространство е нетривиално. Детерминантите имат и други приложения, като систематичния начин за проверка на линейната независимост на дадено множество от вектори – детерминантата на матрица, съставена от линейно независими вектори, е различна от нула. Детерминантите могат да се използват и за решаване на системи от линейни уравнения (метод на Крамер), но този подход е много неефективен и почти не се използва в практиката.

## Приложения

### Системи линейни уравнения
Система линейни уравнения е набор от алгебрични уравнения от първа степен, включващи едни и същи променливи. Теорията на системите линейни уравнения е един от основните дялове на линейната алгебра. Тяхното решаване е често възникваща задача в множество практически области, като инженерството, физиката, химията и икономиката.
Система от m линейни уравнения с n неизвестни се представя във формата:
{\displaystyle \left|{\begin{alignedat}{7}a_{11}x_{1}&&\;+\;&&a_{12}x_{2}&&\;+\cdots +\;&&a_{1n}x_{n}&&\;=\;&&&b_{1}\\a_{21}x_{1}&&\;+\;&&a_{22}x_{2}&&\;+\cdots +\;&&a_{2n}x_{n}&&\;=\;&&&b_{2}\\\vdots \;\;\;&&&&\vdots \;\;\;&&&&\vdots \;\;\;&&&&&\;\vdots \\a_{m1}x_{1}&&\;+\;&&a_{m2}x_{2}&&\;+\cdots +\;&&a_{mn}x_{n}&&\;=\;&&&b_{m}\\\end{alignedat}}\right.}
където {\displaystyle x_{1},\ x_{2},...,x_{n}} са неизвестни, {\displaystyle a_{11},\ a_{12},...,\ a_{mn}} са коефициенти на системата, а {\displaystyle b_{1},\ b_{2},...,b_{m}} са свободни членове на системата.
Решаването на системата представлява присвояване на числени стойности на променливите, така че всички уравнения да бъдат едновременно изпълнени. Всяка съвкупност от числа {\displaystyle (c_{1},\ c_{2},...,\ c_{n})}, които удовлетворяват всяко от уравненията се нарича решение на системата. Ако системата има точно едно решение, тя се нарича определена, ако има повече от едно решение – неопределена, а ако няма решение – несъвместима.
Всяка система от линейни уравнения може да се представи матрична форма.
{\displaystyle \mathbf {A} \mathbf {X} =\mathbf {B} }
където A е матрица с размери m×n представяща коефициентите на системата, X е вектор с неизвестните (с n елемента) и B е вектор със свободните членове (с m елемента).
{\displaystyle A={\begin{bmatrix}a_{11}&a_{12}&\cdots &a_{1n}\\a_{21}&a_{22}&\cdots &a_{2n}\\\vdots &\vdots &\ddots &\vdots \\a_{m1}&a_{m2}&\cdots &a_{mn}\end{bmatrix}},\quad \mathbf {X} ={\begin{bmatrix}x_{1}\\x_{2}\\\vdots \\x_{n}\end{bmatrix}},\quad \mathbf {B} ={\begin{bmatrix}b_{1}\\b_{2}\\\vdots \\b_{m}\end{bmatrix}}}
Матрицата {\displaystyle A=(a_{ij})} се нарича основна матрица. На всяка линейна система се съпоставят две матрици – основна и разширена матрица. Разширената матрица {\displaystyle {\bar {A}}} се състои от основната матрица и стълба със свободни членове.
{\displaystyle {\bar {A}}=\left[{\begin{array}{rrrr|r}a_{11}&a_{12}&\cdots &a_{1n}&b_{1}\\a_{21}&a_{22}&\cdots &a_{2n}&b_{2}\\\vdots &\vdots &\ddots &\vdots \\a_{m1}&a_{m2}&\cdots &a_{mn}&b_{m}\end{array}}\right]}
Ранг на система линейни уравнения се нарича рангът на основната ѝ матрица, т.е. броят на линейно независимите уравнения в системата. Линейно независими уравнения в една система са такива уравнения, при които едното не може да бъде получено от другото чрез умножение с число различно от нула.
Методите за решаване на линейни системи уравнения биват преки (директни) и итерационни. При преките методи решението се достига чрез определена последователност от краен брой изчислителни операции. Такива са методът на Гаус (метод с елиминиране на променливите), правилото (формулите) на Крамер, разлагане на матрицата по сингулярни стойности, QR разлагане, разлагане на Чолески, симплекс метод и др. За разлика от преките, итерационните методи дават решение след неточно определен брой изчислителни стъпки зависещ от критерия за сходимост и сложността на решаваната система.

#### Метод на заместването
Най-простият метод за решавана не система от линейни уравнения е последователното заместване на променливите от едно уравнение в друго. Той обаче изисква голям брой операции и за това се използва най-често при системи с малък брой неизвестни.
При този метод едно неизвестно се представя като функция на останалите и се замества в друго уравнение, като при всяко заместване се елиминира по едно неизвестно, докато накрая не остане само едно. При решаване на система чрез този метод се прилагат следните стъпки:
1. В система с n неизвестни, в първото уравнение едно от неизвестните се представя като комбинация от останалите.
2. В останалите уравнения това неизвестно се замества от получената комбинация. По този начин се получава нова система от уравнения с n-1 неизвестни.
3. Стъпка 1 и 2 се повтарят, докато системата не се сведе до едно линейно уравнение с едно неизвестно
4. Така полученото уравнение се решава и полученото решение се използва за намиране на другите неизвестни.

Нека разгледаме следната система от линейни уравнения.
{\displaystyle \left|{\begin{alignedat}{7}a_{11}x_{1}&&\;+\;&&a_{12}x_{2}&&\;+\cdots +\;&&a_{1n}x_{n}&&\;=\;&&&b_{1}\\a_{21}x_{1}&&\;+\;&&a_{22}x_{2}&&\;+\cdots +\;&&a_{2n}x_{n}&&\;=\;&&&b_{2}\\\vdots \;\;\;&&&&\vdots \;\;\;&&&&\vdots \;\;\;&&&&&\;\vdots \\a_{n1}x_{1}&&\;+\;&&a_{n2}x_{2}&&\;+\cdots +\;&&a_{nn}x_{n}&&\;=\;&&&b_{n}\\\end{alignedat}}\right.}
От първото уравнение представяме x1 като
{\displaystyle x_{1}=(b_{1}-a_{12}x_{2}-\cdots -a_{1n}x_{n})/a_{11}}
Заместваме x1 от второто уравнение с получения израз и получаваме уравнение с n-1 неизвестни:
{\displaystyle a_{21}(b_{1}-a_{12}x_{2}-\cdots -a_{1n}x_{n})/a_{11}+a_{22}x_{2}+\cdots +a_{2n}x_{n}=b_{2}}
От така полученото уравнение изразяваме x2 чрез x3... xn и заместваме в третото уравнение. Повтаряме операцията за x3, x4 и т.н до последното уравнение, което е линейно уравнение с едно неизвестно (xn). Решаваме това уравнение и последователно намираме останалите неизвестни чрез заместване.

#### Матричен метод
Матричният метод за решаване на система от линейни уравнения се извежда от матричната форма на системата и представлява решението:
{\displaystyle \mathbf {X} =\mathbf {A^{-1}} \mathbf {B} }
където A-1 е обратната матрица на основната матрица А, X е векторът с неизвестните и B е векторът със свободните членове.
Този резултат се получава от матричната форма на системата линейни уравнения при умножаване на двете страни отляво с A-1
{\displaystyle A^{-1}\left(AX\right)=A^{-1}B}
Тъй като {\displaystyle A^{-1}A=E} то следва, че {\displaystyle X=A^{-1}B}

#### Метод на Гаус
Методът на Гаус, наречен още метод на последователното изключване на неизвестните, е метод за решаване на система линейни уравнения, при който върху разширената матрица на системата се прилагат елементарни преобразувания по редовете и разместване на стълбовете, така че тя да се приведе в стъпаловиден вид. От така получената матрица се определят последователно неизвестните чрез заместване, като се започне от последния ред.
Върху разширената матрица са позволени следните преобразувания:
- разместване на местата на два реда
- умножаване на ред с ненулево число
- прибавяне на ред, умножен с число, към друг ред
- разместване местата на два стълба

С тези преобразувания основната матрица на всяка система може да се приведе в следния вид:
{\displaystyle \left[{\begin{array}{rrrrrrr|r}c_{11}&c_{12}&c_{13}&\cdots &c_{1r}&\cdots &c_{1n}&d_{1}\\0&c_{22}&c_{23}&\cdots &c_{2r}&\cdots &c_{2n}&d_{2}\\0&0&c_{33}&\cdots &c_{3r}&\cdots &c_{3n}&d_{3}\\\cdots &\cdots &\cdots &\cdots &\cdots &\cdots &\cdots \\0&0&0&\cdots &c_{rr}&\cdots &c_{rn}&d_{r}\\0&0&0&\cdots &0&\cdots &0&d_{r+1}\\\cdots &\cdots &\cdots &\cdots &\cdots &\cdots &\cdots \\0&0&0&\cdots &0&\cdots &0&d_{m}\\\end{array}}\right]}
Системата е съвместима само, когато {\displaystyle d_{r+1}=d_{r+2}=...=d_{m}=0}
Така получената матрица може да се разглежда като разширена матрица на нова еквивалентна система от вида:
{\displaystyle \left|{\begin{aligned}c_{11}x_{1}+c_{12}x_{2}+c_{13}x_{2}+\cdots +c_{1r}x_{r}+\cdots +c_{1n}x_{n}&=d_{1}\\c_{22}x_{2}+c_{23}x_{2}+\cdots +c_{2r}x_{r}+\cdots +c_{2n}x_{n}&=d_{2}\\\cdots \cdots \cdots &\cdots \\c_{rr}x_{r}+\cdots +c_{rn}x_{n}&=d_{r}\\\end{aligned}}\right.}
Решенията {\displaystyle x_{r},...,x_{1}} на тази система се определят последователно чрез параметрите {\displaystyle x_{r+1},...,x_{n}} като се започне от последното уравнение.

#### Метод на Гаус-Жордан
Методът на Гаус-Жордан е разновидност на метода на Гаус при който, чрез преобразования на разширената матрица, основната матрица, която я съставя, се свежда до единична матрица. По този начин, стълбът на свободните членове на получената матрица съдържа единственото решение на системата. Този метод е валиден само за Крамерови системи, т.е. системи, при които броят на неизвестните е равен на броя на уравненията.
{\displaystyle {\bar {A}}=\left[{\begin{array}{rrrr|r}a_{11}&a_{12}&\cdots &a_{1n}&b_{1}\\a_{21}&a_{22}&\cdots &a_{2n}&b_{2}\\\vdots &\vdots &\ddots &\vdots \\a_{n1}&a_{n2}&\cdots &a_{nn}&b_{n}\end{array}}\right]\quad \sim \quad \left[{\begin{array}{rrrr|r}1&0&\cdots &0&d_{1}\\0&1&\cdots &0&d_{2}\\\vdots &\vdots &\ddots &\vdots \\0&0&\cdots &1&d_{n}\end{array}}\right]}
Решението на системата се намира директно от матрицата, като {\displaystyle x_{1}=d_{1},x_{2}=d_{2}...,x_{n}=d_{n}}. Основният недостатък на този метод е, че изисква два пъти повече преобразования на матрицата, отколкото метода на Гаус.

#### Метод на Крамер
Системи линейни уравнения, при които броят на неизвестните е равен на броя на уравненията и детерминантата на основната матрица е различна от нула, имат само едно решение, което се намира чрез формулите на Крамер:
{\displaystyle x_{i}={\frac {\Delta _{i}}{\Delta }}={\frac {1}{\Delta }}{\begin{vmatrix}a_{11}&a_{12}&\cdots &a_{1,i-1}&b_{1}&a_{1,i+1}&\cdots &a_{1n}\\a_{21}&a_{22}&\cdots &a_{2,i-1}&b_{2}&a_{2,i+1}&\cdots &a_{2n}\\\cdots &\cdots &\cdots &\cdots &\cdots &\cdots &\cdots &\cdots \\a_{n1}&a_{n2}&\cdots &a_{n,i-1}&b_{n}&a_{n,i+1}&\cdots &a_{nn}\\\end{vmatrix}}\qquad i=1,\ldots ,n\,}
където {\displaystyle \Delta } е детерминантата на основната матрица, а {\displaystyle \Delta _{i}} е детерминантата на матрица образувана при заместването на i-тия стълб на основната матрица с вектора на свободните коефициенти {\displaystyle B}.